# Szlovákia a 2018. évi téli olimpiai játékokon
Szlovákia a dél-koreai Phjongcshangban megrendezett 2018. évi téli olimpiai játékok egyik részt vevő nemzete volt. Az országot az olimpián 7 sportágban 56 sportoló képviselte, akik összesen 3 érmet szereztek.

## Érmesek
| Érem  | Versenyző          | Sportág | Versenyszám                |
| ----- | ------------------ | ------- | -------------------------- |
| Arany | Anastasiya Kuzmina | Biatlon | Női 12,5 km tömegrajtos    |
| Ezüst | Anastasiya Kuzmina | Biatlon | Női 10 km üldözőverseny    |
| Ezüst | Anastasiya Kuzmina | Biatlon | Női 15 km egyéni indításos |

## Alpesisí
Férfi
| Versenyző     | Versenyszám            | 1. futam | 1. futam | 2. futam      | 2. futam      | Összesítés    | Összesítés    |
| Versenyző     | Versenyszám            | Idő      | Hely.    | Idő           | Hely.         | Idő           | Helyezés      |
| ------------- | ---------------------- | -------- | -------- | ------------- | ------------- | ------------- | ------------- |
| Matej Falat   | Óriás-műlesiklás       | 1:14,99  | 49.      | 1:19,79       | 61.           | 2:34,78       | 50.           |
| Matej Falat   | Műlesiklás             | 51,86    | 32.      | nem ért célba | nem ért célba | nem ért célba | nem ért célba |
| Adam Žampa    | Óriás-műlesiklás       | 1:11,40  | 26.      | 1:10,46       | 13.           | 2:21,86       | 25.           |
| Adam Žampa    | Műlesiklás             | 49,91    | 24.      | 52,36         | 26.           | 1:42,27       | 24.           |
| Andreas Žampa | Szuperóriás-műlesiklás |          |          |               |               | 1:28,89       | 39.           |
| Andreas Žampa | Óriás-műlesiklás       | 1:10,61  | 18.      | nem ért célba | nem ért célba | nem ért célba | nem ért célba |
| Andreas Žampa | Műlesiklás             | 54,15    | 39.      | 59,43         | 36.           | 1:53,58       | 35.           |

| Versenyző   | Versenyszám | Lesiklás | Lesiklás | Műlesiklás    | Műlesiklás    | Összesítés    | Összesítés    |
| Versenyző   | Versenyszám | Idő      | Hely.    | Idő           | Hely.         | Idő           | Helyezés      |
| ----------- | ----------- | -------- | -------- | ------------- | ------------- | ------------- | ------------- |
| Matej Falat | Összetett   | 1:23,21  | 53.      | nem ért célba | nem ért célba | nem ért célba | nem ért célba |
| Adam Žampa  | Összetett   | 1:23,02  | 51.      | 48,08         | 9.            | 2:11,10       | 22.           |

Női
| Versenyző               | Versenyszám            | 1. futam      | 1. futam      | 2. futam      | 2. futam      | Összesítés    | Összesítés    |
| Versenyző               | Versenyszám            | Idő           | Hely.         | Idő           | Hely.         | Idő           | Helyezés      |
| ----------------------- | ---------------------- | ------------- | ------------- | ------------- | ------------- | ------------- | ------------- |
| Barbara Kantorová       | Lesiklás               |               |               |               |               | 1:45,99       | 29.           |
| Barbara Kantorová       | Szuperóriás-műlesiklás |               |               |               |               | 1:25,30       | 35.           |
| Barbara Kantorová       | Óriás-műlesiklás       | 1:17,74       | 42.           | 1:15,20       | 41.           | 2:32,94       | 41.           |
| Barbara Kantorová       | Műlesiklás             | 54,62         | 40.           | 53,81         | 34.           | 1:48,43       | 34.           |
| Soňa Moravčíková        | Óriás-műlesiklás       | 1:17,88       | 43.           | 1:14,11       | 34.           | 2:31,99       | 37.           |
| Soňa Moravčíková        | Műlesiklás             | nem ért célba | nem ért célba | nem ért célba | nem ért célba | nem ért célba | nem ért célba |
| Veronika Velez-Zuzulová | Műlesiklás             | 51,46         | 21.           | 50,61         | 16.           | 1:42,07       | 17.           |
| Petra Vlhová            | Lesiklás               |               |               |               |               | nem ért célba | nem ért célba |
| Petra Vlhová            | Szuperóriás-műlesiklás |               |               |               |               | 1:24,26       | 32.           |
| Petra Vlhová            | Óriás-műlesiklás       | 1:11,71       | 12.           | 1:10,42       | 21.           | 2:22,13       | 13.           |
| Petra Vlhová            | Műlesiklás             | 51,12         | 12.           | 50,46         | 14.           | 1:41,58       | 13.           |

| Versenyző         | Versenyszám | Lesiklás | Lesiklás | Műlesiklás | Műlesiklás | Összesítés | Összesítés |
| Versenyző         | Versenyszám | Idő      | Hely.    | Idő        | Hely.      | Idő        | Helyezés   |
| ----------------- | ----------- | -------- | -------- | ---------- | ---------- | ---------- | ---------- |
| Barbara Kantorová | Összetett   | 1:45,58  | 21.      | 44,36      | 18.        | 2:29,94    | 18.        |
| Petra Vlhová      | Összetett   | 1:42,58  | 13.      | 40,41      | 2.         | 2:22,99    | 5.         |

Vegyes
| Versenyző                                                                                  | Versenyszám | Nyolcaddöntő               | Negyeddöntő       | Elődöntő          | Döntő             | Helyezés |
| Versenyző                                                                                  | Versenyszám | Ellenfél Eredmény          | Ellenfél Eredmény | Ellenfél Eredmény | Ellenfél Eredmény | Helyezés |
| ------------------------------------------------------------------------------------------ | ----------- | -------------------------- | ----------------- | ----------------- | ----------------- | -------- |
| Matej Falat Adam Žampa Andreas Žampa Soňa Moravčíková Veronika Velez-Zuzulová Petra Vlhová | Vegyes      | Németország (GER) · V 2–2* | kiesett           | kiesett           | kiesett           | 9.       |

## Biatlon
Férfi
| Versenyző                                             | Versenyszám            | Időeredmény | Lövőhiba    | Helyezés |
| ----------------------------------------------------- | ---------------------- | ----------- | ----------- | -------- |
| Šimon Bartko                                          | 10 km sprint           | 26:18,4     | 5 (2+3)     | 74.      |
| Tomáš Hasilla                                         | 10 km sprint           | 26:10,4     | 3 (1+2)     | 70.      |
| Tomáš Hasilla                                         | 20 km egyéni indításos | 58:55,2     | 9 (3+1+3+2) | 86.      |
| Matej Kazár                                           | 10 km sprint           | 22:33,7     | 1 (0+1)     | 22.      |
| Matej Kazár                                           | 12,5 km üldözőverseny  | 36:42,4     | 5 (1+2+1+1) | 31.      |
| Matej Kazár                                           | 20 km egyéni indításos | 51:52,4     | 2 (0+1+1+0) | 34.      |
| Martin Otčenáš                                        | 10 km sprint           | 25:39,7     | 4 (0+4)     | 52.      |
| Martin Otčenáš                                        | 12,5 km üldözőverseny  | 36:22,5     | 3 (0+0+3+0) | 27.      |
| Martin Otčenáš                                        | 20 km egyéni indításos | 57:16,0     | 5 (1+2+0+2) | 84.      |
| Michal Šíma                                           | 20 km egyéni indításos | 57:52,3     | 6 (1+1+2+2) | 85.      |
| Šimon Bartko Tomáš Hasilla Matej Kazár Martin Otčenáš | 4 × 7,5 km váltó       | lekörözték  | 16 (10+6)   | 18.      |

Női
| Versenyző                                                            | Versenyszám            | Időeredmény | Lövőhiba     | Helyezés |
| -------------------------------------------------------------------- | ---------------------- | ----------- | ------------ | -------- |
| Ivona Fialková                                                       | 7,5 km sprint          | 24:48,6     | 5 (2+3)      | 74.      |
| Ivona Fialková                                                       | 15 km egyéni indításos | 48:04,4     | 6 (1+1+1+3)  | 64.      |
| Paulína Fialková                                                     | 7,5 km sprint          | 21:56,8     | 1 (1+0)      | 11.      |
| Paulína Fialková                                                     | 10 km üldözőverseny    | 34:33,6     | 8 (2+2+2+2)  | 38.      |
| Paulína Fialková                                                     | 15 km egyéni indításos | 42:09,5     | 1 (1+0+0+0)  | 5.       |
| Paulína Fialková                                                     | 12,5 km tömegrajtos    | 37:52,6     | 4 (1+2+0+1)  | 21.      |
| Anastasiya Kuzmina                                                   | 7,5 km sprint          | 22:00,1     | 3 (2+1)      | 13.      |
| Anastasiya Kuzmina                                                   | 10 km üldözőverseny    | 31:04,7     | 4 (0+1+2+1)  |          |
| Anastasiya Kuzmina                                                   | 15 km egyéni indításos | 41:31,9     | 2 (0+1+1+0)  |          |
| Anastasiya Kuzmina                                                   | 12,5 km tömegrajtos    | 35:23,0     | 1 (0+0+0+1)  |          |
| Terézia Poliaková                                                    | 7,5 km sprint          | 25:32,2     | 5 (1+4)      | 83.      |
| Terézia Poliaková                                                    | 15 km egyéni indításos | 54:46,3     | 10 (1+4+3+2) | 87.      |
| Paulína Fialková Anastasiya Kuzmina Terézia Poliaková Ivona Fialková | 4 × 6 km váltó         | 1:12:41,8   | 10 (3+7)     | 5.       |

Vegyes
| Versenyző                                                      | Versenyszám  | Időeredmény | Lövőhiba  | Helyezés |
| -------------------------------------------------------------- | ------------ | ----------- | --------- | -------- |
| Paulína Fialková Matej Kazár Anastasiya Kuzmina Martin Otčenáš | Vegyes váltó | lekörözték  | 14 (10+4) | 20.      |

## Snowboard
Akrobatika
Női
| Versenyző       | Versenyszám | Selejtező | Selejtező | Selejtező     | Selejtező | Döntő    | Döntő    | Döntő    | Döntő         | Helyezés |
| Versenyző       | Versenyszám | 1. futam  | 2. futam  | Jobb eredmény | Hely.     | 1. futam | 2. futam | 3. futam | Jobb eredmény | Helyezés |
| --------------- | ----------- | --------- | --------- | ------------- | --------- | -------- | -------- | -------- | ------------- | -------- |
| Klaudia Medlová | Big air     | 30,75     | 50,50     | 50,50         | 23.       | kiesett  | kiesett  | kiesett  | kiesett       | 23.      |
| Klaudia Medlová | Slopestyle  | törölve   | törölve   | törölve       | törölve   | 26,16    | 34,00    | törölve  | 34,00         | 24.      |

## Jégkorong

### Férfi
| Szlovák nemzeti férfi jégkorongcsapat-játékoskeret | Szlovák nemzeti férfi jégkorongcsapat-játékoskeret | Szlovák nemzeti férfi jégkorongcsapat-játékoskeret | Szlovák nemzeti férfi jégkorongcsapat-játékoskeret | Szlovák nemzeti férfi jégkorongcsapat-játékoskeret | Szlovák nemzeti férfi jégkorongcsapat-játékoskeret | Szlovák nemzeti férfi jégkorongcsapat-játékoskeret | Szlovák nemzeti férfi jégkorongcsapat-játékoskeret |
| #                                                  | Poszt                                              | Név                                                | Magasság                                           | Súly                                               | Születési idő                                      | Születési hely                                     | Klub 2017–18-ban                                   |
| -------------------------------------------------- | -------------------------------------------------- | -------------------------------------------------- | -------------------------------------------------- | -------------------------------------------------- | -------------------------------------------------- | -------------------------------------------------- | -------------------------------------------------- |
| 6                                                  | F                                                  | Lukáš Cingeľ                                       | 1,87 m (6 ft 2 in)                                 | 91 kg (201 lb)                                     | 1992. június 10.                                   | Zsolna, Csehszlovákia                              | HK Hradec Králové (ELH)                            |
| 7                                                  | D                                                  | Ivan Baranka                                       | 1,88 m (6 ft 2 in)                                 | 91 kg (201 lb)                                     | 1985. május 19.                                    | Illava, Csehszlovákia                              | HC Vítkovice Ridera (ELH)                          |
| 13                                                 | F                                                  | Michal Krištof                                     | 1,76 m (5 ft 9 in)                                 | 74 kg (163 lb)                                     | 1993. október 11.                                  | Nyitra                                             | HK Nitra (SVK)                                     |
| 14                                                 | D                                                  | Peter Čerešňák                                     | 1,91 m (6 ft 3 in)                                 | 97 kg (214 lb)                                     | 1993. január 26.                                   | Trencsén                                           | HC Škoda Plzeň (ELH)                               |
| 16                                                 | D                                                  | Juraj Valach                                       | 2,02 m (6 ft 8 in)                                 | 101 kg (223 lb)                                    | 1989. február 1.                                   | Nagytapolcsány, Csehszlovákia                      | Piráti Chomutov (ELH)                              |
| 17                                                 | F                                                  | Miloš Bubela                                       | 1,88 m (6 ft 2 in)                                 | 88 kg (194 lb)                                     | 1992. augusztus 25.                                | Besztercebánya, Csehszlovákia                      | HC '05 Banská Bystrica (SVK)                       |
| 18                                                 | F                                                  | Andrej Kudrna                                      | 1,89 m (6 ft 2 in)                                 | 97 kg (214 lb)                                     | 1991. május 11.                                    | Érsekújvár, Csehszlovákia                          | HC Sparta Praha (ELH)                              |
| 19                                                 | D                                                  | Tomáš Starosta                                     | 1,81 m (5 ft 11 in)                                | 91 kg (201 lb)                                     | 1981. május 20.                                    | Trencsén, Csehszlovákia                            | HK Dukla Trenčín (SVK)                             |
| 25                                                 | F                                                  | Marek Hovorka                                      | 1,78 m (5 ft 10 in)                                | 84 kg (185 lb)                                     | 1984. október 8.                                   | Máriatölgyes, Csehszlovákia                        | HC Košice (SVK)                                    |
| 26                                                 | D                                                  | Juraj Mikuš                                        | 1,94 m (6 ft 4 in)                                 | 97 kg (214 lb)                                     | 1988. november 30.                                 | Trencsén, Csehszlovákia                            | HC Sparta Praha (ELH)                              |
| 27                                                 | F                                                  | Ladislav Nagy – A                                  | 1,79 m (5 ft 10 in)                                | 86 kg (190 lb)                                     | 1979. június 1.                                    | Saca, Csehszlovákia                                | HC Košice (SVK)                                    |
| 33                                                 | G                                                  | Patrik Rybár                                       | 1,90 m (6 ft 3 in)                                 | 83 kg (183 lb)                                     | 1993. november 9.                                  | Szakolca                                           | HK Hradec Králové (ELH)                            |
| 42                                                 | G                                                  | Branislav Konrád                                   | 1,88 m (6 ft 2 in)                                 | 90 kg (200 lb)                                     | 1987. október 10.                                  | Nyitra, Csehszlovákia                              | HC Olomouc (ELH)                                   |
| 43                                                 | F                                                  | Tomáš Surový – C                                   | 1,84 m (6 ft 0 in)                                 | 96 kg (212 lb)                                     | 1981. szeptember 24.                               | Besztercebánya, Csehszlovákia                      | HC '05 Banská Bystrica (SVK)                       |
| 50                                                 | G                                                  | Ján Laco                                           | 1,85 m (6 ft 1 in)                                 | 95 kg (209 lb)                                     | 1981. december 1.                                  | Liptószentmiklós, Csehszlovákia                    | HC Sparta Praha (ELH)                              |
| 51                                                 | D                                                  | Dominik Graňák – A                                 | 1,82 m (6 ft 0 in)                                 | 83 kg (183 lb)                                     | 1983. június 11.                                   | Havířov, Csehszlovákia                             | HK Hradec Králové (ELH)                            |
| 56                                                 | D                                                  | Michal Čajkovský                                   | 1,92 m (6 ft 4 in)                                 | 107 kg (236 lb)                                    | 1992. május 6.                                     | Szakolca, Csehszlovákia                            | Avtomobilist Yekaterinburg (KHL)                   |
| 63                                                 | F                                                  | Patrik Lamper                                      | 1,84 m (6 ft 0 in)                                 | 86 kg (190 lb)                                     | 1993. március 10.                                  | Besztercebánya                                     | HC '05 Banská Bystrica (SVK)                       |
| 65                                                 | F                                                  | Tomáš Marcinko                                     | 1,94 m (6 ft 4 in)                                 | 96 kg (212 lb)                                     | 1988. április 11.                                  | Poprád, Csehszlovákia                              | HC Oceláři Třinec (ELH)                            |
| 67                                                 | F                                                  | Matej Paulovič                                     | 1,90 m (6 ft 3 in)                                 | 90 kg (200 lb)                                     | 1995. január 13.                                   | Nagytapolcsány                                     | HK Nitra (SVK)                                     |
| 71                                                 | D                                                  | Marek Ďaloga                                       | 1,93 m (6 ft 4 in)                                 | 88 kg (194 lb)                                     | 1989. március 10.                                  | Zólyom, Csehszlovákia                              | HC Sparta Praha (ELH)                              |
| 83                                                 | F                                                  | Martin Bakoš                                       | 1,88 m (6 ft 2 in)                                 | 93 kg (205 lb)                                     | 1990. április 18.                                  | Igló, Csehszlovákia                                | HC Bílí Tygři Liberec (ELH)                        |
| 85                                                 | F                                                  | Peter Ölvecký                                      | 1,88 m (6 ft 2 in)                                 | 94 kg (207 lb)                                     | 1985. október 11.                                  | Érsekújvár, Csehszlovákia                          | HK Dukla Trenčín (SVK)                             |
| 87                                                 | F                                                  | Marcel Haščák                                      | 1,82 m (6 ft 0 in)                                 | 95 kg (209 lb)                                     | 1987. február 3.                                   | Poprád, Csehszlovákia                              | HC Kometa Brno (ELH)                               |
| 91                                                 | F                                                  | Matúš Sukeľ                                        | 1,76 m (5 ft 9 in)                                 | 77 kg (170 lb)                                     | 1996. január 23.                                   | Liptószentmiklós                                   | MHk 32 Liptovský Mikuláš (SVK)                     |

Csoportkör
| Hely. | Csapat                 | M | Gy | HGy | HV | V | G+ | G– | Gk | P | Továbbjutás                       |
| ----- | ---------------------- | - | -- | --- | -- | - | -- | -- | -- | - | --------------------------------- |
| 1.    | Oroszország versenyzői | 3 | 2  | 0   | 0  | 1 | 14 | 5  | +9 | 6 | Továbbjutott a negyeddöntőbe      |
| 2.    | Szlovénia              | 3 | 0  | 2   | 0  | 1 | 8  | 12 | −4 | 4 | A negyeddöntőbe jutásért játszott |
| 3.    | Egyesült Államok       | 3 | 1  | 0   | 1  | 1 | 4  | 8  | −4 | 4 | A negyeddöntőbe jutásért játszott |
| 4.    | Szlovákia              | 3 | 1  | 0   | 1  | 1 | 6  | 7  | −1 | 4 | A negyeddöntőbe jutásért játszott |

| 2018. február 14. 21:10 (13:10) | Szlovákia (SVK) | 3–2 (2–2, 0–0, 1–0) | Olimpikonok Oroszországból (OAR) | Gangneung Hockey Center, Phjongcshang Nézőszám: 4025 |

| Jegyzőkönyv | Jegyzőkönyv      | Jegyzőkönyv                        | Jegyzőkönyv        | Jegyzőkönyv                                                                         |
| --- | ---------------- | ---------------------------------- | ------------------ | ----------------------------------------------------------------------------------- |
| | Branislav Konrád | Kapusok                            | Vaszilij Kosecskin | Játékvezetők: Brett Iverson Aleksi Rantala Vonalbírók: Vít Lederer Nathan Vanoosten |
| \| \| 0–1 \| 02:54 – Gavrikov (Vojnov, Sirokov) \| \| \| 0–2 \| 04:08 – Kaprizov (Guszev) \| \| Ölvecký (Graňák) – 16:05 \| 1–2 \| \| \| Bakoš – 17:55 \| 2–2 \| \| \| Čerešňák (Haščák, Bakoš) (PP) – 48:30 \| 3–2 \| \| |                  |                                    |                    | Játékvezetők: Brett Iverson Aleksi Rantala Vonalbírók: Vít Lederer Nathan Vanoosten |
| 12 perc | Büntetések       | 10 perc                            |                    | Játékvezetők: Brett Iverson Aleksi Rantala Vonalbírók: Vít Lederer Nathan Vanoosten |
| 19 | Lövések          | 22                                 |                    | Játékvezetők: Brett Iverson Aleksi Rantala Vonalbírók: Vít Lederer Nathan Vanoosten |
| | 0–1              | 02:54 – Gavrikov (Vojnov, Sirokov) |                    | Játékvezetők: Brett Iverson Aleksi Rantala Vonalbírók: Vít Lederer Nathan Vanoosten |
| | 0–2              | 04:08 – Kaprizov (Guszev)          |                    | Játékvezetők: Brett Iverson Aleksi Rantala Vonalbírók: Vít Lederer Nathan Vanoosten |
| Ölvecký (Graňák) – 16:05 | 1–2              |                                    |                    | Játékvezetők: Brett Iverson Aleksi Rantala Vonalbírók: Vít Lederer Nathan Vanoosten |
| Bakoš – 17:55 | 2–2              |                                    |                    |                                                                                     |
| Čerešňák (Haščák, Bakoš) (PP) – 48:30 | 3–2              |                                    |                    |                                                                                     |

| 2018. február 16. 12:10 (4:10) | Egyesült Államok (USA) | 2–1 (1–1, 0–0, 1–0) | Szlovákia (SVK) | Gangneung Hockey Center, Phjongcshang Nézőszám: 5652 |

| Jegyzőkönyv | Jegyzőkönyv   | Jegyzőkönyv                        | Jegyzőkönyv | Jegyzőkönyv                                                                            |
| --- | ------------- | ---------------------------------- | ----------- | -------------------------------------------------------------------------------------- |
| | Ryan Zapolski | Kapusok                            | Ján Laco    | Játékvezetők: Olivier Gouin Tobias Wehrli Vonalbírók: Nicolas Fluri Alexander Otmakhov |
| \| Donato (Terry, Bourque) (PP) – 07:10 \| 1–0 \| \| \| \| 1–1 \| 07:35 – Kudrna (Surový, Čajkovský) \| \| Donato (Arcobello, Bourque) (PP) – 42:51 \| 2–1 \| \| |               |                                    |             | Játékvezetők: Olivier Gouin Tobias Wehrli Vonalbírók: Nicolas Fluri Alexander Otmakhov |
| 4 perc | Büntetések    | 10 perc                            |             | Játékvezetők: Olivier Gouin Tobias Wehrli Vonalbírók: Nicolas Fluri Alexander Otmakhov |
| 31 | Lövések       | 22                                 |             | Játékvezetők: Olivier Gouin Tobias Wehrli Vonalbírók: Nicolas Fluri Alexander Otmakhov |
| Donato (Terry, Bourque) (PP) – 07:10 | 1–0           |                                    |             | Játékvezetők: Olivier Gouin Tobias Wehrli Vonalbírók: Nicolas Fluri Alexander Otmakhov |
| | 1–1           | 07:35 – Kudrna (Surový, Čajkovský) |             | Játékvezetők: Olivier Gouin Tobias Wehrli Vonalbírók: Nicolas Fluri Alexander Otmakhov |
| Donato (Arcobello, Bourque) (PP) – 42:51 | 2–1           |                                    |             | Játékvezetők: Olivier Gouin Tobias Wehrli Vonalbírók: Nicolas Fluri Alexander Otmakhov |

| 2018. február 17. 21:10 (13:10) | Szlovénia (SLO) | 3–2 (sz.) (0–0, 2–1, 0–1) (h.u.:: 0–0) (sz.: 1–0) | Szlovákia (SVK) | Kwandong Hockey Center, Phjongcshang Nézőszám: 4085 |

| Jegyzőkönyv | Jegyzőkönyv      | Jegyzőkönyv                            | Jegyzőkönyv    | Jegyzőkönyv                                                                            |
| --- | ---------------- | -------------------------------------- | -------------- | -------------------------------------------------------------------------------------- |
| | Branislav Konrád | Kapusok                                | Gašper Krošelj | Játékvezetők: Antonín Jeřábek Timothy Mayer Vonalbírók: Hannu Sormunen Sakari Suominen |
| \| Gregorc (Muršak, Kuralt) (PP) – 21:00 \| 1–0 \| \| \| Kuralt (Muršak, Gregorc) (PP) – 24:16 \| 2–0 \| \| \| \| 2–1 \| 35:43 – Bubela (Čerešňák, Graňák) (PP) \| \| \| 2–2 \| 45:56 – Haščák (Graňák, Čerešňák) \| |                  |                                        |                | Játékvezetők: Antonín Jeřábek Timothy Mayer Vonalbírók: Hannu Sormunen Sakari Suominen |
| Tičar Urbas Muršak Sabolič Jeglič | Szétlövés        | Kudrna Ölvecký Bakoš Nagy Haščák       |                | Játékvezetők: Antonín Jeřábek Timothy Mayer Vonalbírók: Hannu Sormunen Sakari Suominen |
| 4 perc | Büntetések       | 8 perc                                 |                | Játékvezetők: Antonín Jeřábek Timothy Mayer Vonalbírók: Hannu Sormunen Sakari Suominen |
| 30 | Lövések          | 25                                     |                | Játékvezetők: Antonín Jeřábek Timothy Mayer Vonalbírók: Hannu Sormunen Sakari Suominen |
| Gregorc (Muršak, Kuralt) (PP) – 21:00 | 1–0              |                                        |                | Játékvezetők: Antonín Jeřábek Timothy Mayer Vonalbírók: Hannu Sormunen Sakari Suominen |
| Kuralt (Muršak, Gregorc) (PP) – 24:16 | 2–0              |                                        |                | Játékvezetők: Antonín Jeřábek Timothy Mayer Vonalbírók: Hannu Sormunen Sakari Suominen |
| | 2–1              | 35:43 – Bubela (Čerešňák, Graňák) (PP) |                |                                                                                        |
| | 2–2              | 45:56 – Haščák (Graňák, Čerešňák)      |                |                                                                                        |

Rájátszás a negyeddöntőért
| 2018. február 20. 12:10 (4:10) | Egyesült Államok (USA) | 5–1 (0–0, 3–1, 2–0) | Szlovákia (SVK) | Gangneung Hockey Center, Phjongcshang Nézőszám: 6391 |

| Jegyzőkönyv | Jegyzőkönyv   | Jegyzőkönyv                     | Jegyzőkönyv | Jegyzőkönyv                                                                            |
| --- | ------------- | ------------------------------- | ----------- | -------------------------------------------------------------------------------------- |
| | Ryan Zapolski | Kapusok                         | Ján Laco    | Játékvezetők: Aleksi Rantala Anssi Salonen Vonalbírók: Henrik Pihlblad Sakari Suominen |
| \| Donato (Gilroy, Terry) – 21:36 \| 1–0 \| \| \| Wisniewski (Terry) (PP2) – 22:20 \| 2–0 \| \| \| Arcobello (Terry) – 33:30 \| 3–0 \| \| \| \| 3–1 \| 36:54 – Čerešňák (Graňák, Nagy) \| \| Roe (Little, O'Neill) – 49:52 \| 4–1 \| \| \| Donato (Wisniewski) (PP) – 56:46 \| 5–1 \| \| |               |                                 |             | Játékvezetők: Aleksi Rantala Anssi Salonen Vonalbírók: Henrik Pihlblad Sakari Suominen |
| 8 perc | Büntetések    | 33 perc                         |             | Játékvezetők: Aleksi Rantala Anssi Salonen Vonalbírók: Henrik Pihlblad Sakari Suominen |
| 33 | Lövések       | 23                              |             | Játékvezetők: Aleksi Rantala Anssi Salonen Vonalbírók: Henrik Pihlblad Sakari Suominen |
| Donato (Gilroy, Terry) – 21:36 | 1–0           |                                 |             | Játékvezetők: Aleksi Rantala Anssi Salonen Vonalbírók: Henrik Pihlblad Sakari Suominen |
| Wisniewski (Terry) (PP2) – 22:20 | 2–0           |                                 |             | Játékvezetők: Aleksi Rantala Anssi Salonen Vonalbírók: Henrik Pihlblad Sakari Suominen |
| Arcobello (Terry) – 33:30 | 3–0           |                                 |             | Játékvezetők: Aleksi Rantala Anssi Salonen Vonalbírók: Henrik Pihlblad Sakari Suominen |
| | 3–1           | 36:54 – Čerešňák (Graňák, Nagy) |             |                                                                                        |
| Roe (Little, O'Neill) – 49:52 | 4–1           |                                 |             |                                                                                        |
| Donato (Wisniewski) (PP) – 56:46 | 5–1           |                                 |             |                                                                                        |

| Csapat          | Helyezés |
| --------------- | -------- |
| Szlovákia (SVK) | 11.      |

## Műkorcsolya
| Versenyző                        | Versenyszám | Rövid program | Rövid program | Kűr    | Kűr   | Összesítés | Összesítés |
| Versenyző                        | Versenyszám | Pont          | Hely.         | Pont   | Hely. | Pont       | Helyezés   |
| -------------------------------- | ----------- | ------------- | ------------- | ------ | ----- | ---------- | ---------- |
| Nicole Rajičová                  | Női egyéni  | 60,59         | 13.           | 114,60 | 15.   | 175,19     | 14.        |
| Lucie Myslivečková Lukáš Csölley | Jégtánc     | 59,75         | 19.           | 82,82  | 20.   | 142,57     | 20.        |

## Sífutás
Távolsági
Férfi
| Versenyző      | Versenyszám | Idő           | Helyezés      |
| -------------- | ----------- | ------------- | ------------- |
| Peter Mlynár   | 15 km       | 37:46,2       | 63.           |
| Peter Mlynár   | 50 km       | 2:26:14,7     | 47.           |
| Andrej Segeč   | 15 km       | 39:13,4       | 83.           |
| Andrej Segeč   | 50 km       | 2:27:44,3     | 49.           |
| Miroslav Šulek | 15 km       | 38:44,0       | 76.           |
| Miroslav Šulek | 50 km       | nem ért célba | nem ért célba |

Női
| Versenyző         | Versenyszám | Idő       | Helyezés |
| ----------------- | ----------- | --------- | -------- |
| Alena Procházková | 10 km       | 28:59,5   | 58.      |
| Alena Procházková | 30 km       | 1:36:50,0 | 36.      |

Sprint
| Versenyző                            | Versenyszám         | Selejtező | Selejtező | Negyeddöntő | Negyeddöntő | Elődöntő | Elődöntő | Döntő   | Helyezés |
| Versenyző                            | Versenyszám         | Idő       | Hely.     | Idő         | Hely.       | Idő      | Hely.    | Idő     | Helyezés |
| ------------------------------------ | ------------------- | --------- | --------- | ----------- | ----------- | -------- | -------- | ------- | -------- |
| Peter Mlynár                         | Férfi egyéni sprint | 3:16,82   | 24.       | 3:15,77     | 5.          | kiesett  | kiesett  | kiesett | 22.      |
| Andrej Segeč                         | Férfi egyéni sprint | 3:24,84   | 53.       | kiesett     | kiesett     | kiesett  | kiesett  | kiesett | 53.      |
| Miroslav Šulek                       | Férfi egyéni sprint | 3:28,74   | 58.       | kiesett     | kiesett     | kiesett  | kiesett  | kiesett | 58.      |
| Peter Mlynár Andrej Segeč            | Férfi csapatsprint  |           |           |             |             | 17:34,12 | 9.       | kiesett | 19.      |
| Barbora Klementová                   | Női egyéni sprint   | 3:38,00   | 53.       | kiesett     | kiesett     | kiesett  | kiesett  | kiesett | 53.      |
| Alena Procházková                    | Női egyéni sprint   | 3:24,61   | 31.       | kiesett     | kiesett     | kiesett  | kiesett  | kiesett | 31.      |
| Barbora Klementová Alena Procházková | Női csapatsprint    |           |           |             |             | 17:52,14 | 9.       | kiesett | 18.      |

## Szánkó
| Versenyző                      | Versenyszám | 1. futam | 1. futam | 2. futam | 2. futam | 3. futam | 3. futam | 4. futam | 4. futam | Összesítés | Összesítés |
| Versenyző                      | Versenyszám | Idő      | Hely.    | Idő      | Hely.    | Idő      | Hely.    | Idő      | Hely.    | Idő        | Helyezés   |
| ------------------------------ | ----------- | -------- | -------- | -------- | -------- | -------- | -------- | -------- | -------- | ---------- | ---------- |
| Jozef Ninis                    | Férfi egyes | 47,833   | 7.       | 50,014   | 37.      | 48,095   | 21.      | kiesett  | kiesett  | 2:25,942   | 25.        |
| Jakub Šimoňák                  | Férfi egyes | 51,724   | 38.      | 48,690   | 30.      | 48,522   | 27.      | kiesett  | kiesett  | 2:28,936   | 35.        |
| Marek Solčanský Karol Stuchlák | Kettes      | 46,780   | 15.      | 46,811   | 17.      |          |          |          |          | 1:33,591   | 17.        |
| Katarína Šimoňáková            | Női egyes   | 47,428   | 24.      | 47,606   | 25.      | 47,538   | 23.      | kiesett  | kiesett  | 2:22,572   | 23.        |

| Versenyző                                                      | Versenyszám  | 1. futam | 1. futam | 2. futam | 2. futam | 3. futam | 3. futam | Összesítés | Összesítés |
| Versenyző                                                      | Versenyszám  | Idő      | Hely.    | Idő      | Hely.    | Idő      | Hely.    | Idő        | Helyezés   |
| -------------------------------------------------------------- | ------------ | -------- | -------- | -------- | -------- | -------- | -------- | ---------- | ---------- |
| Katarína Šimoňáková Jozef Ninis Marek Solčanský Karol Stuchlák | Vegyes váltó | 48,032   | 11.      | 49,326   | 11.      | 49,635   | 10.      | 2:26,993   | 11.        |